# LEO the GOLD
『LEO the GOLD』（レオ・ザ・ゴールド）は、月刊少年ジャンプ（集英社）2002年8月号から2003年2月号まで連載された、石波昌英（現：石岡ショウエイ）による漫画作品。
荒廃した世界を舞台にし、殺し屋と特殊能力を題材にしたバトル漫画。なお、作者のデビュー作として月刊少年ジャンプ2001年真夏増刊号に掲載された同名の読切作品についても、便宜的にここで扱う。

## あらすじ
かつて世界を震撼させた伝説の殺し屋「金色の獅子（レオ・ザ・ゴールド）」の死から7年。彼の息子・シオンは、生前はほとんど知る事の出来なかった父を知る為、彼が処刑された地・都「ネオ・コーディ」を目指していた。
その旅先で彼は、様々な人間と出会い、父の真意を知ってゆく。

## 登場人物

### 旅人
シオン
15歳。父親である伝説の殺し屋「金色の獅子（レオ・ザ・ゴールド）」の真実を知るため、父が処刑された地である都まで旅をしている。
生まれつき微弱な電気を帯び、特殊な鍼を使って怪我や病気を治療する「雷針術」の家計に育ち、自らの首に鍼を打ち普段制御されている力を開放（コール）することで、自らも「金色の獅子」になることが出来る。但し、身体への負担が大き過ぎるらしく、元に戻った後はしばらくの間、おかしな行動をとったり寝たきりになったりする。
普段は「開放」後の彼からは想像もつかないほどケンカに弱い。
トマオ
10歳。シオンが旅の途中で出会った少年。3年前に死んだ父の借金を返す為運送業を行っている。
父の研究していた「宇宙船作り」を馬鹿にする人間を嫌い、父亡き後も天体観測の出来る家と沢山の書物を残していたが、火事ですべて消失する。
父の意志を継ぎ、自らが宇宙船を作る勉強をする為、シオンと一緒に旅に出ることになる。

### 都近くの村
ユウコ
シオン達が都へ行く途中の村で出会った勝ち気な少女。兄・ナプルが弱気で「負け負け犬」とあだ名されていることが嫌で、兄にいつも辛く当たる。
ナプル
ユウコの兄。幼い頃から弱気で、チャーリーやジュリーにいいように使われているが、すべてはユウコを守る為の行動であった事が判り、妹と和解する。
チャーリー、ジュリー
ボンクラ兄弟でいじめっ子コンビ。ナプルを脅し、一緒にシオンとトマオから強盗を企むが、逆にニコラスに捕まってしまう。
ニコラス
隣町から逃亡してきた殺し屋。偶然チャーリーとニコラスの家を隠れ家にした為、シオン達やユウコ、ナプルと出会ってしまう。

### 都「ネオ・コーディ」
チャコ
19歳。「ジャンクスター」の店主で、普段は「姐さん」と呼ばれている。
本来は大工仕事のほうが得意で料理の腕はからっきし駄目。店唯一のメニュー「チャコ丼」は激マズだが、7年前に修行の旅に出たフィルの為に店を設計しひとりで切り盛りしている。
後にシオンとトマオに店の2階を間借りさせることになる。
フィル
7年前、チャコと都での再会を約束したコック見習い。約束の5年を過ぎても未だに帰って来ないが、後にチャコとともに「ジャンクスター」を都イチの名店にする。
ギルチ
29歳。新聞記者（ブンヤ）で「ジャンクスター」の常連。
シオン（「金色の獅子」の息子）のことを記事にしようと躍起になるが、チャコの熱意やシオンの本意を聞きスクープを諦める。その後、アベルに襲われ瀕死の重傷を受ける。
シェイカー、ウイリー、スピア
ストリートチルドレンの3人組。ギルチと共にいたシオンを狙うが、敢えてシオンは雷針術の力を使わなかった。後に、「ジャンクスター」の雇われ従業員となる。
正義のガンマン
「害虫駆除」を謳ってストリートチルドレンを襲う快楽殺人集団。

### デッカー研究所
アベル
デッカー研究所の「モルモット」。肉体を強化する「ガイネル剤」に唯一対応できた少年。
父親が「金色の獅子」の前で命乞いをし助かったことを「弱者」として忌み嫌い、自らガイネル剤の実験体となったが、父が自分を守るため命乞いをしたことを知り改心する。
最終的にはガイネル剤を4本打った為「使い物にならなくなった」模様。
デッカー博士
極秘研究である「ガイネル剤」を開発した博士。ストリートチルドレンを拾って来てはガイネル剤の実験体にしている。更に雷針術を使うシオンを呼ぶ為にギルチを襲うなど、人の命を軽んじる傾向がある。

### インナミ地方 タカゼ村
ハンナ
シオンの祖母。雷針術で診療所を開いている。
なかなか家に戻らないレナードの代わりにシオンを育てているが、彼の父親が「金色の獅子」だということは、レナードが死ぬまで隠していた。
「金色の獅子」が実は悪党ではなく、極悪人のみを制裁していたことを知る数少ない人物。
レナード / 金色の獅子（レオ・ザ・ゴールド）
シオンの父であり、伝説の殺し屋「金色の獅子」。
滅多に笑うことの無い男だったが、赤ん坊だったシオンを連れてハンナの元へ帰って来たときと、シオンを助ける為囮になって表へ出て行く直前の二度だけ、笑ったことがある。

## 読切版
『月刊少年ジャンプ』2001年真夏増刊号に掲載された読切作品。デビュー作であり、当時は現在と同じ「石岡ショウエイ」のペンネームを使用していた。結果的にこの作品が連載へのパイロット版となったが、主人公の名前や設定等、若干連載版と違う部分もみられる。単行本には「EPISODE 0」として下巻に収録された。

### あらすじ
トマオはある日、宛ての無い旅を続ける少年・キロウと出会った。病気の犬を治したことと、食事の恩を返すため、キロウはしばらくトマオの家のトマト農園を手伝うことになる。
同じ頃、風邪を引き医者に診てもらったトマオの祖父が、誰にも知られぬうちに命を狙われていた。

### 登場人物
キロウ
辺境の地・ディオンに祖父とふたりで暮らしていたが、父親の「メッセージ」に応える為に旅をしている。生まれつきの帯電性質と特殊な鍼によって人や動物を治療することが出来る。普段はからっきし弱いが、実は「金色の獅子」の息子。
トマオ
強くなる為に街の道場に通い、いずれは都へ出る事を夢みている。キロウに「師匠」と呼ばれる。
ジジィ
トマオの祖父。広大なトマト農園を経営している。息子（トマオの父）は戦死し、孫は都で名を上げる事を夢みている為、気が弱くなっている。少々風邪気味。
医者
トマオの祖父を診た医者。トマト農園の土地を横領する為に祖父に洗脳薬を処方した。同じ手を使って診療所の土地も手に入れている。
よそ者
名前は作中では不明。常に眠くて仕方無いらしく、瞼を固定する為のギプスを付けている。実は医者に雇われた殺し屋。
金色の獅子（レオ・ザ・ゴールド）
伝説の殺し屋。5年前に死亡。「金のたてがみ」「痛々しき首輪」として未だに悪名高いが、実は彼が殺した相手は大罪人ばかりであったことは世に知れていない。キロウの父。

## 単行本
- 上巻 シオンという名の少年　2003年1月6日発売 ISBN 978-4-08-873377-7
- 下巻 プロローグ　2003年3月4日発売 ISBN 978-4-08-873404-0